# Lingvistikaj aspektoj de Esperanto
Lingvistikaj aspektoj de Esperanto est une étude de John C. Wells publiée par le Centre de recherche et de documentation sur le problème mondial des langues en 1978.
Il s'agit d'une analyse scientifique et descriptive de l'espéranto. Le livre est également traduit en allemand et en danois.